# If You Can Believe Your Eyes and Ears
If You Can Believe Your Eyes and Ears es el álbum debut del grupo estadounidense The Mamas & the Papas, publicado en 1966.
Obtuvo el disco de oro en Estados Unidos. Uno de sus temas, "In crowd" es una profunda sátira social, que más tarde fue grabada por Roxy Music. Además de los cuatro cantantes, participaron músicos como Larry Knechtel en piano, Joe Osborn en bajo y Hal Blaine en batería.
En el 2003, en una edición especial, la revista Rolling Stone posicionó el álbum en el puesto 127 de su lista de los 500 mejores álbumes de todos los tiempos.

## Portada
If You Can Believe Your Eyes and Ears es uno de los primeros álbumes en tener portadas diferentes. La primera tapa tenía al grupo en un cuarto de baño sentados en una bañera con un inodoro en la esquina. El álbum con esta portada fue retirado de las tiendas después de que el inodoro fuera declarado "indecente". Las portadas restantes en las que aparece el inodoro son hoy en día piezas de colección. Una segunda tapa del álbum fue editada con un cartel tapando el inodoro, donde decía que "California Dreamin'" estaba en el álbum. Más tarde se añadieron dos temas más al cartel que tapaba el inodoro. En otras ediciones, fue añadida (en negro) a la izquierda del grupo, una pegatina publicitaria que indicaba la consecución del Gold Record Award. Finalmente, una edición posterior recortó la fotografía, dejando solo la imagen de la banda, de forma que no pareciera que fue tomada en un cuarto de baño.

## Lista de canciones
Lado A
1. "Monday, Monday" (John Phillips) – 3:27
2. "Straight Shooter" (John Phillips) – 3:27
3. "Got a Feelin'" (John Phillips y Denny Doherty) – 2:31
4. "I Call Your Name" (Lennon/McCartney) – 2:39
5. "Do You Wanna Dance?" (Bobby Freeman) – 2:57
6. "Go Where You Wanna Go" (John Phillips) – 2:30

Lado B
1. "California Dreamin'" (John Phillips y  Michelle Phillips) – 2:41
2. "Spanish Harlem" (Jerry Leiber y Phil Spector) – 3:21
3. "Somebody Groovy" (John Phillips) - 3:15
4. "Hey Girl" (Phillips, Phillips) – 2:27
5. "You Baby" (Steve Barri y  P. F. Sloan) – 2:19
6. "The 'In' Crowd" (Billy Page) – 3:10

## Personal
The Mamas & The Papas
- John Phillips - voz principal y coros, guitarra acústica
- Michelle Phillips - voz principal y coros
- Denny Doherty - voz principal y coros
- Cass Elliot - voz principal y coros, pandereta

Personal adicional
- P.F. Sloan - guitarra eléctrica y coros
- Larry Knechtel - piano
- Joe Osborn - bajo
- Hal Blaine - batería
- Bud Shank - flauta en "California Dreamin'"
- Peter Pilafian – violín eléctrico

## Posicionamiento en listas
| País           | Lista (1966)  | Posición |
| -------------- | ------------- | -------- |
| Estados Unidos | Billboard 200 | 1        |

## Certificaciones
| País           | Organismo Certificador | Certificación | Ventas certificadas | Ref.  |
| -------------- | ---------------------- | ------------- | ------------------- | ----- |
| Estados Unidos | RIAA                   | Platino       | 1 000               | [ 3 ] |